# کلاه وی‌اف‌ایکس۱
کلاه وی‌اف‌ایکس۱ یک نمایشگر روی سر کاربر بود که در اواسط دهه ۱۹۹۰ به بازار عرضه شد. این هدست واقعیت مجازی شامل یک هدست، یک کنترلر دستی و یک صفحه رابط ISA بود، 3D استریوسکوپی و صدای استریو را ارائه می‌داد.

## تاریخچه
VFX1 در اوایل دهه ۱۹۹۰ توسط Forte Technologies , Incorporated ساخته شد. این محصول در سال ۱۹۹۵ با MSRP به ۶۹۵ دلار و میانگین قیمت خرده فروشی ۵۹۹ دلار منتشر شد و در فروشگاه‌های خرده فروشی از جمله CompUSA و Babbage در ایالات متحده آمریکا به فروش رسید؛ که در سال ۲۰۰۰ توسط سیستم‌های تصویربرداری تعاملی یا 'VFX3D حذف شد.

## امکانات

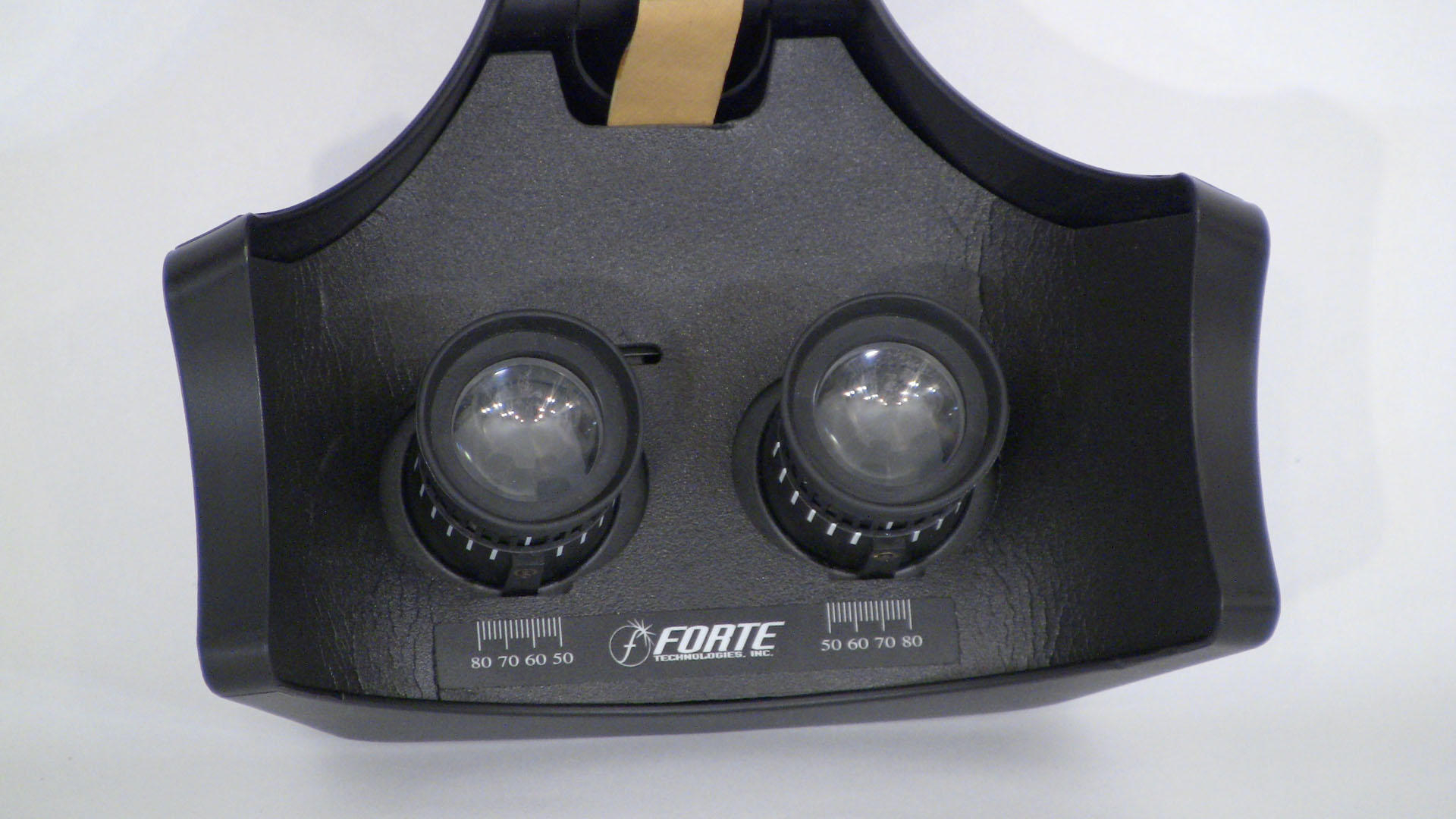
لنزهای داخل هدست

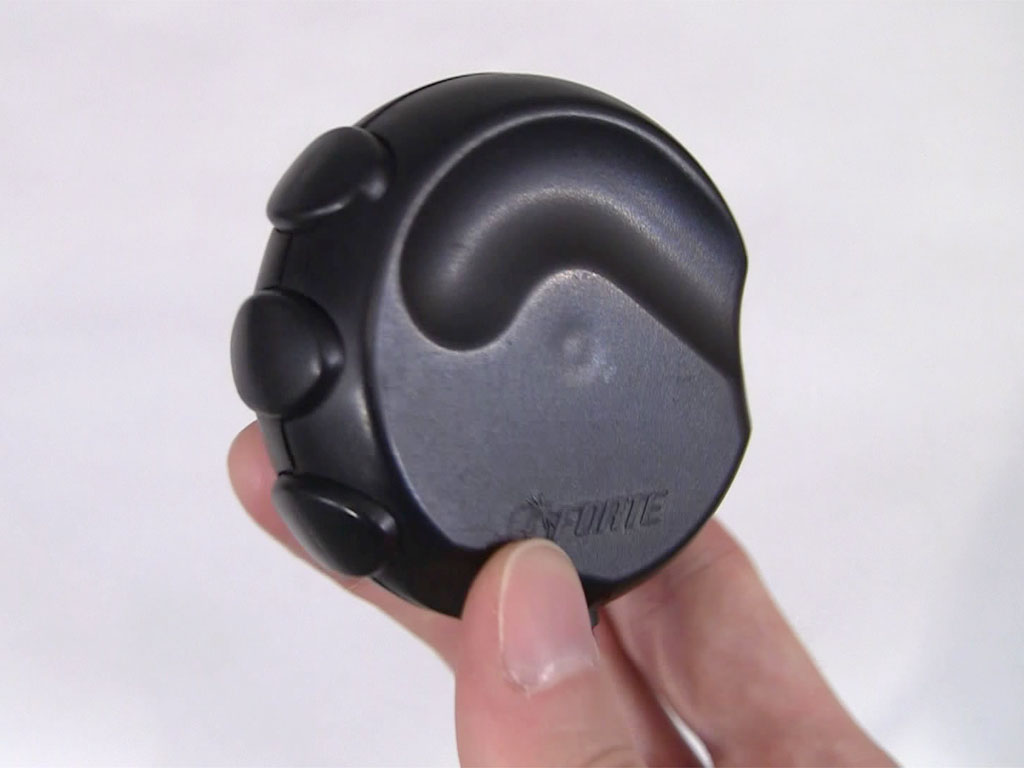
کنترل دستی Cyberpuck

دیدن: این هدست از نمایشگرهای LCD دوتایی ۰٫۷ ۲۶ ۲۶۳ × ۲۳۰ با ۲۵۶ رنگ برخوردار است. لنز شامل لنزهای دوتایی با فوکوس قابل تنظیم و فاصله درون محوری بود. میدان دید ۴۵ درجه به صورت مورب بود.
صدا: هدست شامل بلندگوهای استریو داخلی و میکروفون کندانسور است. سیگنال‌های صوتی به جک‌های ورودی / خروجی کارت صدا منتقل می‌شوند.
ردیابی: حرکات سر برای سنسورهای داخلی (۷۰ درجه)، رول (۷۰ درجه) و انحراف (۳۶۰ درجه) با حسگرهای داخلی ردیابی می‌شدند. یک کنترلر دستی به نام سایبرپاک سه دکمه و سنسور داخلی برای پیچ و رول ارائه می‌داد. این می‌تواند یک ماوس را شبیه‌سازی کند و توسط یک کابل رابط ACCESS.bus به هدست متصل شد.

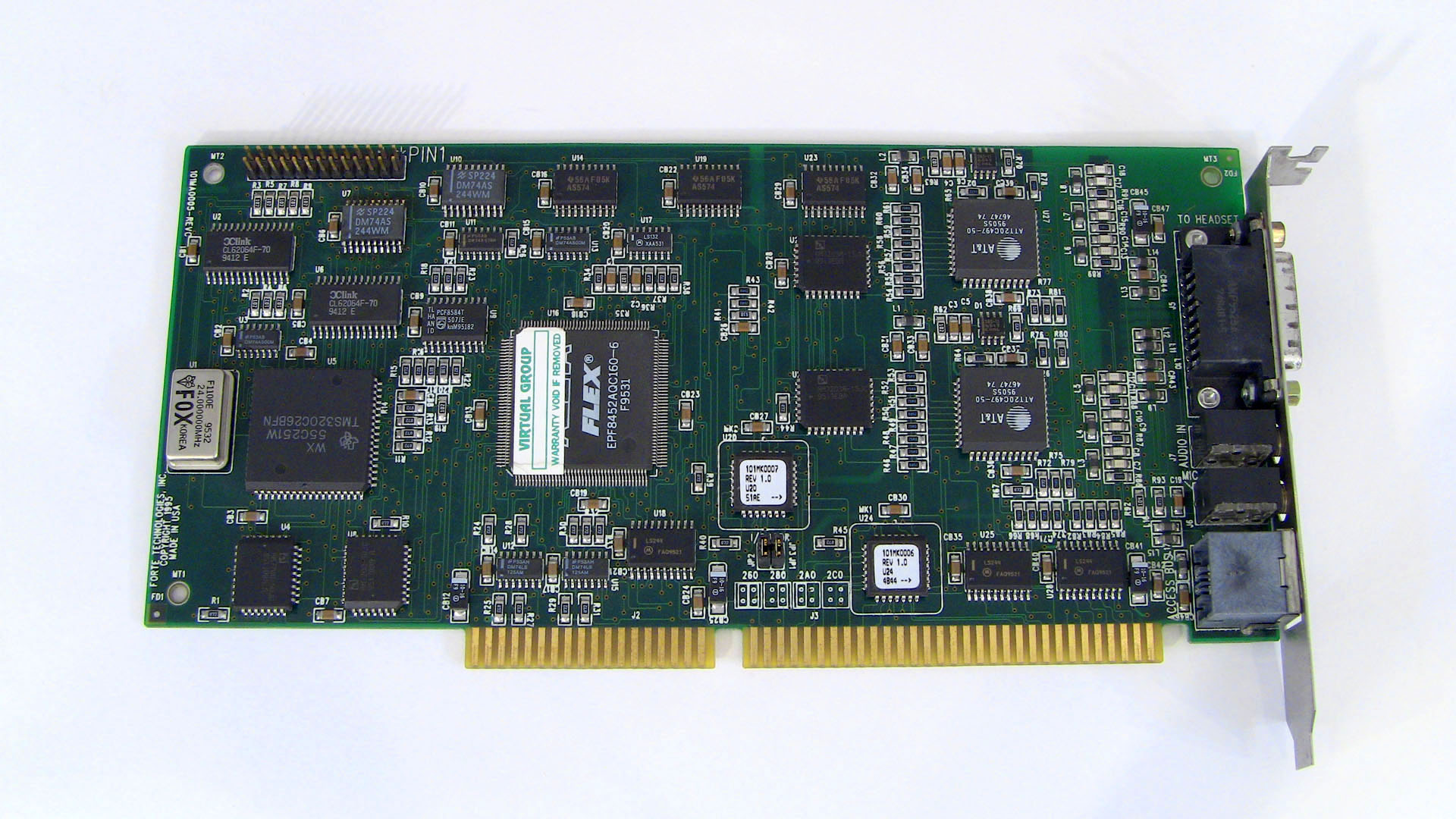
صفحه رابط VIP

رابط: اطلاعات صوتی، ویدئویی و ردیابی از طریق VIP Board منتقل می‌شود، یک کارت ISA حدود ۱۶ بیتی که از ویدیوی اتصال ۲۶ پین VESA کارت ویدئویی و سیگنال‌های صوتی روت شده به خط کارت صدا از طریق خارجی استفاده می‌کند. جکهای صوتی ۱/۸ " داده‌های صوتی، ویدئویی و ردیابی با هدست از طریق یک کابل اختصاصی ۸ پایی رد و بدل شد، که می‌تواند برای بهبود تحرک زنجیره ای به رنگ قهوه ای باشد.

## الزامات سیستم
- IBM-PC سازگار با 386 CPU[۲]
- کارت تصویری VGA با اتصال ۲۶ پین قابلیت VESA
- شکاف توسعه ۱۶ بیتی ISA برای صفحه VIP
- MS-DOS 5.0 یا بالاتر
- ۵۰۰ کیلوبایت فضای رایگان هارد دیسک برای رانندگان و برنامه‌های کاربردی
- 20 KB حافظه معمولی برای درایورها
- اختیاری: کارت صدا استریو